# Секрет Робінсонів
«Секрет Робінсонів» (англ. Meet the Robinsons, досл. «Зустрічайте Робінсонів») — комедійний науково-фантастчиний мультфільм 2007 року, створений студією Walt Disney на основі дитячої книги «Один день із Вілбуром Робінсоном» (англ. A Day with Wilbur Robinson). Світова прем'єра стрічки відбулася 25 березня 2007 року.

## Сюжет
У 2007 році 12-річний хлопчик-сирота на ім'я Льюїс, який мріє стати вченим та винахідником, хоче бути усиновленим, але його енергійна поведінка та постійно несправні винаходи лякають потенційних батьків. Тож він вирішує знайти свою біологічну матір, яка залишила його в притулку ще немовлям. Для цього Льюїс створює винахід під назвою «Сканер пам'яті», який має допомогти йому пригадати її обличчя. Дорогою на шкільну наукову виставку з цим пристроєм Льюїс знайомиться з Вілбуром Робінсоном — загадковим хлопцем, який стверджує, що прибув із майбутнього. Вілбур шукає викрадений зловісним чоловіком у капелюсі часомобіль і просить Льюїса допомогти.
На виставці Льюїс намагається продемонструвати Сканер пам'яті, але той ламається через саботаж з боку «Чоловіка в капелюсі» — Вілбур називає його саме так. Починається хаос. Льюїс засмучується й іде, а зловмисник краде Сканер, сподіваючись представити його як власний винахід компанії InventCo. Labs. Однак йому не вдається навіть увімкнути пристрій.
Вілбур знаходить Льюїса в притулку й просить полагодити Сканер, але той вимагає доказів його слів. Тоді Вілбур бере його на другій машині часу до 2037 року — футуристичного, технологічно розвиненого майбутнього. Льюїс здогадується, що може повернутись у минуле й запобігти тому, щоб мати його залишила. Через це хлопці сваряться, й машина часу зазнає аварії. Льюїс погоджується полагодити її, але лише якщо Вілбур потім відведе його до матері. Той неохоче погоджується й ховає Льюїса в гаражі. Однак той випадково потрапляє до будинку Робінсонів, де знайомиться з усією дивакуватою родиною, окрім батька Вілбура — Корнеліуса, який перебуває у відрядженні.
Тим часом Чоловік у капелюсі намагається викрасти Льюїса, нападаючи на будинок Робінсонів за допомогою Тиранозавра Рекса, але сім'я дає йому відсіч. Вони пропонують усиновити Льюїса, але змінюють рішення, дізнавшись, що він з минулого. Вілбур зізнається, що збрехав про зустріч із матір'ю, і Льюїс тікає, ображений.
Тоді Чоловік у капелюсі підмовляє Льюїса полагодити Сканер, пообіцявши йому зустріч із матір'ю. Коли пристрій готовий, зловмисник розкриває свою особу: він — дорослий Майкл «Губ» Юбіенс, колишній сусід Льюїса по кімнаті в притулку. Через те, що Льюїс не давав йому спати, Губ заснув під час бейсбольного матчу й пропустив вирішальний м'яч, через що команда програла, а сам він замкнувся в собі, не був усиновлений і залишився в притулку навіть після його закриття. Його капелюх — Доріс — це «допоміжний капелюх», провальний винахід родини Робінсонів. Вони з Губом звинувачують Льюїса в усіх своїх бідах і вирішують зруйнувати йому життя. Вони повертаються у минуле, де представляють Сканер пам'яті як власний винахід і запускають масове виробництво капелюхів-допоміжників.
Але Доріс зраджує Губа, поневолює людство за допомогою капелюхів і стирає Вілбура з існування. Майбутнє стає антиутопією. Льюїс ремонтує другу машину часу, повертається в минуле й дає обіцянку ніколи не створювати Доріс, тим самим знищуючи її й відновлюючи правильне майбутнє. Вілбур повертається.
У майбутньому Льюїс просить Вілбура запропонувати Губу приєднатися до родини, але той, повний сорому, тікає. Льюїс нарешті знайомиться з Корнеліусом — своїм майбутнім «я», який розповідає, що Сканер пам'яті став початком їхнього успішного життя, й надихає Льюїса повернутися на наукову виставку. Перед цим Вілбур несподівано відвозить його в ніч, коли його залишила мати. Льюїс на мить хоче заговорити з нею, але передумує, розуміючи, що на нього чекає чудове майбутнє.
Вілбур повертає його у теперішній час. Льюїс повертається на виставку, вчасно будить Губа на бейсбольному полі, що дозволяє йому зробити переможний кидок — тим самим змінюючи його долю. Льюїс просить ще один шанс показати Сканер пам'яті, й цього разу демонстрація проходить успішно. Його всиновлюють докторка Люсіль Кранклгорн — одна з суддів виставки, та її чоловік Бад Робінсон, який дає Льюїсу ім'я «Корнеліус». Натхненний девізом майбутньої родини «рухайся вперед», Льюїс розпочинає своє життя заново, повний віри у себе та своє майбутнє.

## Український дубляж
- Мілдред — Ірина Дорошенко
- Люїс — Тарас Нестеренко
- «Губ» Майк Ягубіан — Максим Зигура
- Пан Гаррінгтон/Головний/Динозавр/ Корнеліус — Костянтин Лінартович
- Вілерштейн — Дмитро Завадський
- Крункельгорн — Ніна Касторф
- Тренер — Андрій Середа
- Стенлі — Артем Шемет
- Ліззі — Євгенія Магда
- Вільбер — Денис Бахмачук
- Молода Франні — Софія Нестеренко
- Котелок — Микола Боклан
- Баба Люсіль — Ніна Касторф
- Спайк — Дмитро Гаврилович
- Карл — Юрій Кудрявець
- Дід Бад — Юрій Коваленко
- Пані Гаррінгтон/Тітка Біллі — Катерина Сергеєва
- Гастон — Микола Кашеїда
- Дядько Арт — Василь Мазур
- Талула — Лариса Шаталова
- Ласло — Дмитро Лінартович
- Фріц/Петунія — Максим Кондратюк
- Франні — Ірина Ткаленко
- Френкі — Іван Розін
- Репортер/Дімітрій — В'ячеслав Дудко

А також: Михайло Оводов, Михайло Дадалєв, Ольга Діяк, Дмитро Євсеев.
Фільм дубльовано українською студією «Pteroduction Sound» за сприяння українського підрозділу російської студії «Невафільм Україна» на замовлення компанії «Disney Character Voices International» у 2007 році.
- Режисер дубляжу — Костянтин Лінартович
- Асистент режисера — Лариса Шаталова
- Звукорежисер — Боб Шевяков
- Звукомонтажери — Тетяна Гожікова, Світлана Іванова
- Звукорежисер перезапису — Владислав Іваровський
- Перекладач — Олекса Негребецький
- Автор віршів — Олекса Негребецький, Ганна Розіна
- Музичний керівник — Єгор Олесов
- Творчий консультант — Міхал Войнаровський
- Диктор — Олег Лепенець

## Музика
Компанія Walt Disney Records випустила альбом із саундтреками 27 березня 2007 року. Співавторами альбому, окрім Денні Ельфмана, виступають Руфус Венрайт, Роб Томас, Джеймі Каллум, а також гурти Jonas Brothers, The All-American Rejects та They Might Be Giants.
Пісня Роба Томаса «Little Wonders» досягла 5-ї сходинки у чарті Billboard AC та увійшла до 20 кращих хітів у Канаді та Австралії.
Українською мовою пісні виконали Іван Розін та Олександр Пономарьов.
| №                    | Назва                                                            | Виконавець                         | Тривалість |
| -------------------- | ---------------------------------------------------------------- | ---------------------------------- | ---------- |
| 1                    | «Another Believer» «Навіки повіриш»                              | Руфус Венрайт Олександр Пономарьов | 4:39       |
| 2                    | «Little Wonders» «Дивні дива»                                    | Роб Томас Олександр Пономарьов     | 3:45       |
| 3                    | «The Future Has Arrived»                                         | The All-American Rejects           | 3:05       |
| 4                    | «Where Is Your Heart At?» (автор Руфус Венрайт) «Де твоє серце?» | Джеймі Каллум Іван Розін           | 2:23       |
| 5                    | «The Motion Waltz (Emotional Commotion)»                         | Руфус Венрайт                      | 2:35       |
| 6                    | «Give Me the Simple Life» «Просте життя»                         | Джеймі Каллум Іван Розін           | 2:04       |
| 7                    | «The Prologue»                                                   | Денні Ельфман                      | 1:24       |
| 8                    | «To the Future!»                                                 | Денні Ельфман                      | 1:16       |
| 9                    | «Meeting the Robinsons»                                          | Денні Ельфман                      | 1:56       |
| 10                   | «The Science Fair»                                               | Денні Ельфман                      | 2:47       |
| 11                   | «Goob's Story»                                                   | Денні Ельфман                      | 1:01       |
| 12                   | «A Family United»                                                | Денні Ельфман                      | 1:37       |
| 13                   | «Pop Quiz and the Time Machine Montage»                          | Денні Ельфман                      | 3:45       |
| 14                   | «The Evil Plan»                                                  | Денні Ельфман                      | 4:13       |
| 15                   | «Doris Has Her Day»                                              | Денні Ельфман                      | 4:58       |
| 16                   | «Setting Things Right»                                           | Денні Ельфман                      | 6:00       |
| 17                   | «There's a Great Big Beautiful Tomorrow»                         | They Might Be Giants               | 2:00       |
| 18                   | «Kids of the Future»                                             | Jonas Brothers                     | 3:18       |
| Загальна тривалість: | Загальна тривалість:                                             | Загальна тривалість:               | 52:46      |

## Касові збори
Під час показу в Україні, що розпочався 29 березня 2007 року, протягом перших вихідних фільм зібрав $60,842 і посів 4 місце в кінопрокаті того тижня. Фільм опустився на шосту сходинку українського кінопрокату наступного тижня і зібрав за ті вихідні ще $22,042. Загалом фільм в кінопрокаті України пробув 2 тижні і зібрав $115,091, посівши 99 місце серед найбільш касових фільмів 2007 року.

## Виноски
1. ↑  Також «Секрет Робінзонів» або «В гості до Робінсонів»